# Carlo Maria Caracciolo
Carlo Maria Caracciolo, duc de San Giorgio (1616 - Barcelona, 26 de gener de 1641) fou un militar del Regne de Nàpols.
Fill de Carlo Andrea Caracciolo (1583 - 1646), germà de Gerolamo Maria Caracciolo, a la Guerra dels Segadors va participar en la presa de Tortosa, la batalla del coll de Balaguer, la batalla de Martorell i posteriorment en la batalla de Montjuïc el 26 de gener de 1641, en la que va morir a mans de Manuel d'Aux Borrellas.